# 朱克江
朱克江（1957年9月—），男，汉族，江苏淮安人，中华人民共和国政治人物。南京大学商学院企业管理专业毕业，在职研究生学历，管理学博士学位。曾任中共盐城市委书记。

## 生平
1974年7月参加工作，1976年6月加入中国共产党。1990年，进入江苏省人民政府办公厅工作，历任综合处助理秘书、正科级秘书、副处级秘书、正处级秘书、主任助理。
1998年9月，任国家经济贸易委员会办公厅正处级秘书。1999年12月，任国家经济贸易委员会企业改革司副司长。
2001年9月，任江苏省科学技术厅副厅长、党组成员。2006年9月，任江苏省科学技术厅党组书记、常务副厅长。2007年3月，任江苏省科学技术厅厅长、党组书记。2011年5月，任中共无锡市委副书记、代市长。次年1月正式当选为市长。2013年2月，任中共盐城市委书记。2016年9月，任江苏国信资产管理集团有限公司董事长。